# Alix Barbet
Pour les articles homonymes, voir Barbet.
Alix Barbet, née le 27 mars 1940 à Grasse (Alpes-Maritimes), est une archéologue française spécialiste des peintures murales romaines.

## Biographie
- Directeur de Recherche au CNRS
- Directeur des chantiers de fouilles de Mercin-et-Vaux (1966-1978)[1], de Pont d’Ancy (1974-1977)
- Directeur de la mission française de Stabies (Italie, 1981-1985)
- Directeur de la mission française de Qweilbeh (Jordanie, 1982-1985)
- Directeur de la mission française de Constantza (Roumanie, 1992-1996)
- Directeur de la mission française à Iznik (Turquie 1996-1998)

## Distinctions honorifiques
- Chevalier des palmes académiques
- Chevalier dans l’ordre de la Légion d’honneur

## Publications (non exhaustif)
Ouvrages
- Peintures romaines de Tunisie, 2013
- La peinture murale romaine, les styles décoratifs pompéiens, Grands Manuels Picard, Paris, 2009 (1re édit. 1985)  (ISBN 2708408194), 286 pages.
- Les murs murmurent. Graffitis gallo-romains, 2009
- La peinture murale en Gaule romaine, Grands Manuels Picard, Paris, 2007  (ISBN 2708407570), 391 pages
- La peinture romaine du peintre au restaurateur, collab. C. Allag, Saint Savin sur Gartempe, 1997,  (ISBN 2910601110), 90 pages.
- Les cités enfouies du Vésuve - Pompéi, Herculanum, Stabies et autres lieux, Fayard, 2001,  (ISBN 2213609896), 232 pages

Articles
- Nombreux articles dans Gallia, dont :
- Recueil général des Peintures murales de la Gaule, t.1, La Narbonnaise, fasc.1, Glanum, 27e supplément à Gallia, Paris, 1974.
- La peinture murale romaine dans les provinces de l'Empire. Actes des Journées d'étude, Paris, 23-26 septembre 1982, British Archeological Reports, International Series, 165, 1983, 339 p. (A.B. éd.).
- Peinture murale en Gaule, Actes des séminaires de l'AFPMA à Limoges (1980) et Sarrebourg (1981), Nancy, 1984, (sous la direction de A.B. et Yves Burnand).
- Peinture murale en Gaule, Actes des séminaires AFPMA 1983, BAR International Series, 240, 1985 (A.B. éd.).
- La Maison aux salles souterraines, décors picturaux, dans Fouilles de l'École française de Rome à Bolsena, V, 2, MEFRA suppl. 6, Rome, 1985.
- La Peinture à fresque au temps de Pompéi avec édit. Guillaud et B. Conticello, Paris, 1990.
- Les peintures des nécropoles romaines d'Abila et du Nord de la Jordanie, IFAPO, BAH, 80, vol.I texte par A.Barbet, 1994 ; vol.II, album par C.Vibert-Guigue, 1988.
- Imitations d'opus sectile et décors à réseau essai de terminologie, avec R. Douaud, V. Laniepce, collab. C. Allag. et F. Ory, Bulletin de liaison du CEPMR no 12, Paris, 1997.
- La villa S. Marco à Stabies, avec P. Miniero et alii, (douze collaborateurs de trois pays), Collection de l'École française de Rome, du Centre J. Bérard et de la Surintendance archéologique de Pompéi, Naples 1999.
- direction de la traduction du livre de Michael Rostovtzeff, La Peintures décorative antique en Russie méridionale, vol. 2, planches, Mémoires de l'Académie des Inscriptions et Belles-Lettres, Paris 2003, vol. 1, texte, Paris, 2004.
- Peintures du second style schématique en Gaule et dans l'Empire romain, Gallia, 26, 1968, p. 145-176.
- Mercin-et-Vaux, un établissement gallo-romain à bassin en forme de T, Revue du Nord, LIII, no 211, 1971, p. 630-667.
- Peintures murales de Mercin-et-Vaux, étude comparée, Gallia, 32, 1974, p. 107-135, 1re partie.
- Peintures murales de Mercin-et-Vaux, étude comparée, Gallia, 33, 1975, p. 95-115, 2e partie.
- Restauration de peintures romaines provinciales, catalogue de l'exposition, Paris, École normale supérieure, novembre 1975, 49 p., 17 fig.
- Peintures murales d'Alésia, l'hypocauste n° I, Gallia, 35, 1977, p. 173-199, en collaboration avec A. le Bot, D. Magnan, Y. Davreu.
- Peintures murales d'Alésia, Bulletin de la SFAC, Revue archéologique, 1978, p. 174-180.
- Les peintures murales de Famechon (Somme), Gallia, 30, 1980, en collaboration avec D. Vermeersch, p. 117-135.
- Les peintures murales de la villa de Colmier -le- Bas, Mémoires de la Société historique et archéologique de Langres, 1980, par A. Barbet et J. Harmand, avec la collaboration du chanoine J.-C. Didier (A. Barbet, p. 283-304).
- Les peintures romaines de Martizay, Cahiers historiques de Martizay, no 9, 1981, 43 p., 31 fig.
- Fouilles de Mercin-et-Vaux (Aisne), un habitat gallo-romain rural, zone de la cave et des puits, Cahiers archéologiques de Picardie, 1981, no 8, p. 65-91.
- La diffusion du IIIe style pompéien en Gaule, Gallia, 40, 1982, 1re partie, p. 53-82.
- La diffusion du IIIe style pompéien en Gaule, Gallia, 41, 1983, 2e partie, p. 111-165.
- La peinture murale romaine de la Picardie à la Normandie, Paris 1982, catalogue de l'exposition 1982-1984, en collaboration avec C. Allag, 109 p.
- Peintures gallo-romaines dans les collections publiques françaises, Bulletin de liaison du Centre d'étude des peintures murales romaines, no 8, 125 p., 39 fig, en collaboration avec Jacques Dugast.
- Bibliographie générale thématique de la peinture murale romaine, Bulletin de liaison du Centre d'étude des peintures murales romaines, no 5, 1981, 149 p.
- Pour un langage commun de la peinture murale romaine, essai de terminologie, étude théorique des peintures (en collaboration), Bulletin de liaison du Centre d'étude des peintures murales romaines, no 7, Paris, 1984, 56 p., 31 fig.
- Qoueilbeh-Abila, Étude et conservation des fresques romaines de la nécropole, dans Contribution française à l'archéologie jordanienne, catalogue de l'exposition de 1984 à Amman et Irbid, Jordanie.
- Les caractéristiques de la peinture murale à Pétra, dans Studies in the History and Archeology of Jordan, V : Art and Technology through out the Ages, Amman, 1995, p. 383-389.
- Introduction (et dir.) à C. Blum, Fresques de la vie quotidienne à inscriptions peintes en Campanie, Bulletin de liaison du CEPMR, 13, Paris, 2002.
- Les compositions de plafonds et de voûtes antiques. Essai de classification et de vocabulaire, dans Plafonds et voûtes à l'époque antique, Actes du VIIIe colloque international sur la peinture murale antique (Budapest-Veszprém, 15-19 mai 2001)dir. L. Borhy.
- L'usage des moulages lors des fouilles de Pompéi : intérêt et limites, dans Moulages, copies, fac-similés, Actes des IXèmes Journées des Restaurateurs en Archéologie, Bulletin de Liaison du Centre d'Étude des Peintures Murales romaines, 11, 1994, p. 17-24 et résumé des discussions, p. 49, 107-108, 163-164.